# مودان آتو
مودان آتو (انگلیسی: Mudan Auto) شرکت خودروسازی چینی است، که در سال ۱۹۹۸ تأسیس شد.